# Ludolph van Ceulen
Ludolph van Ceulen, född 28 januari 1540 i Hildesheim, död 31 december 1610 som professor i befästningskonst vid universitetet i Leiden, holländsk matematiker. (Ceulen, nu Keulen, är holländska för Köln.) 
Ludolph van Ceulen bestämde, med en mycket noggrann approximation, förhållandet mellan periferin (omkretsen) och diametern i en cirkel. Det irrationella tal, som uttrycker detta förhållande, uträknades av Ludolph intill 35:e decimalen och kallades i äldre nederländsk litteratur "Ludolphs tal". Förhållandet betecknas numera med den grekiska bokstaven π (pi, Leonhard Euler). 
Ludolph van Ceulen författade bland annat De arithmetische en geometrische fondamenten (utgiven 1615).
Han är begravd i Pieterskerk i Leiden, Nederländerna.

## Eftermäle
Asteroiden 10438 Ludolph är uppkallad efter honom.

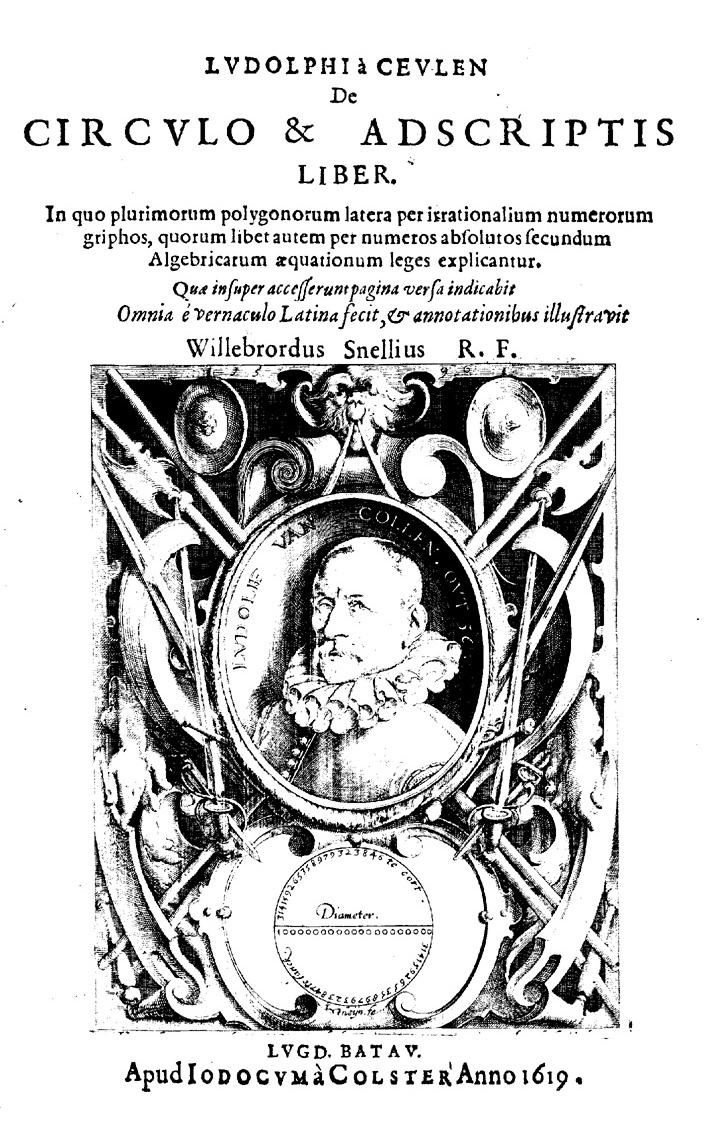
De circulo & adscriptis liber (1619)